# ハイアー・グラウンド
「ハイアー・グラウンド」（Higher Ground）は、スティーヴィー・ワンダーが1973年に発表した楽曲。

## 概要
「ハイアー・グラウンド」の歌詞は転生の問題を扱っており、ワンダーはそのことを認めている。彼は『ニューヨーク・タイムズ』のインタビューに対し次のようにコメントしている。
本作品が収録されたアルバム『インナーヴィジョンズ』が発売されてから3日後の1973年8月6日、サウスカロライナ州グリーンビルでコンサートを行った。ワンダーは終了後、友人の運転する車に乗り、車はノースカロライナ州ダーラムで激しい交通事故に遭った。前方のトラックに積まれた丸太の一本がフロントガラスに飛び込み、ワンダーの額に当たり、彼は脳挫傷により10日間、昏睡状態に陥った。
本作品はこう歌われる。「みんながばたばたと死んでいるその陰で／権力は嘘を言い続ける／世界は回り続ける／ぼやぼやしてる暇はもうないから／俺はひどくうれしい／なぜってこの罪深い世界で生きてきて／その最後の土壇場でやり直しをさせてくれるというから」
ワンダーはクラビネット、モーグ・シンセサイザーによるベース、ドラムズ、タンバリンなどすべての楽器を演奏した。
1973年7月、シングルA面として発売された。B面は「トゥ・ハイ」。同年8月3日発売のアルバム『インナーヴィジョンズ』に収録された。アルバム・バージョンはシングル・バージョンより32秒長い。
ビルボード・Hot 100の4位、ソウル・チャートの1位を記録した。ビルボードの1973年の年間チャートの62位を記録した。カナダでは9位、イギリスでは29位、フランスでは16位を記録した。
2020年のアメリカ合衆国大統領選挙の際、ワンダーのオリジナル・バージョンはジョー・バイデンのキャンペーンソングとして使用された。

## カバー・バージョン
- アイク&ティナ・ターナー - 1974年のアルバム『Sweet Rhode Island Red』に収録。
- レッド・ホット・チリ・ペッパーズ - 1989年4月のシングル[7]。同年8月発売のアルバム『母乳』に収録された。
- ケイト・セベラーノ - 1989年のアルバム『Brave』に収録。
- マイケル・マクドナルド - 2000年のアルバム『The Voice of Michael McDonald』に収録。